# Szkolne Kluby Europejskie
Szkolne Kluby Europejskie – forma współdziałania nauczycieli oraz uczniów w zdobywaniu i utrwalaniu wiedzy o Europie i Unii Europejskiej i jej instytucjach.
Pomysł powołania Klubów Europejskich pochodzi z Portugalii. Rozwój idei był w dużej mierze możliwy dzięki rozszerzeniu Unii Europejskiej w tym czasie, postępującej integracji europejskiej i coraz większym możliwościom współpracy w ramach europejskich projektów edukacyjnych. Dzisiaj Kluby Europejskie są tworzone w szkołach na terenie różnych państw Unii Europejskiej (oprócz Portugalii i Polski też w Bułgarii, Rumunii, Łotwie, Słowacji, Czechach, Litwie oraz Francji) i w krajach stowarzyszonych z Unią (Ukrainie, Gruzji, Armenii i Mołdawii).
W różnych krajach idea ta pojawiła się w innym czasie i rozwijała się w odmiennych okolicznościach i z różnych powodów. W większości państw członkowskich Kluby Europejskie były postrzegane jako możliwość poprawy edukacji europejskiej w szkołach. Promowane jako dodatkowa oferta uzupełniająca formalny program nauczania, Kluby Europejskie wprowadzają uczniów w tematykę europejską, objaśniają strukturę, wartości i priorytety UE. Gdy powstawały w krajach, które planowały się ubiegać lub złożyły już wniosek o członkostwo w UE, Kluby Europejskie służyły jako ośrodki informacji o UE i procesie integracji.
Do Polski idea Klubów Europejskich dotarła w latach 90., kiedy pojawiła się potrzeba przekazania dzieciom i młodzieży wiedzy o innych krajach europejskich i stopniowego wprowadzania ich w tematykę związaną z UE. Niektóre osoby publiczne i krajowe struktury oświatowe przedstawiły nauczycielom ideę klubów jako sposób na otwarcie polskim uczniom i studentom drzwi do Europy. Sporo nauczycieli podchwyciło pomysł i zaczęło zakładać Szkolne Kluby Europejskie (w skrócie SKE, jak przyjęło się te organizacje nazywać w Polsce) w swoich szkołach. Utworzono bazę danych, w której każdy nowo powstały klub mógł się zarejestrować. Jej zarządzaniem zajął się Urząd Komitetu Integracji Europejskiej, we współpracy z niektórymi organizacjami pozarządowymi, w tym z Polską Fundacją im. Roberta Schumana.
Do 2004 r. Szkolne Kluby Europejskie skupiały się coraz bardziej na zagadnieniach związanych z samą Unią, procesem akcesyjnym Polski i wiążącymi się z tym korzyściami. Po przystąpieniu Polski do UE informacje na jej temat zostały oficjalnie wprowadzone do programu szkolnego, w związku z czym kluby zaczęły zajmować się wspieraniem uczniów w poszerzaniu ich wiedzy oraz lepszym rozumieniu koncepcji przyświecającej UE. Dodatkowo SKE zachęcały uczniów do poszukiwania i korzystania z możliwości oferowanych przez Unię. Uczniowie zaczęli interesować się studiami i pracą w innych państwach członkowskich, wymianą młodzieżową i konkursami europejskimi. Wreszcie głównymi tematami działalności klubów stały się społeczeństwo obywatelskie i partycypacja. Dziś formuła klubów umożliwia nauczycielom angażowanie uczniów w rozmaite działania i tym samym wspieranie ich w rozwijaniu własnej przedsiębiorczości i umiejętności przywódczych.
Obecnie w Polsce nie ma już krajowego rejestru Szkolnych Klubów Europejskich. Polska Fundacja im. Roberta Schumana dysponuje jednak własną listą 311 Szkolnych Klubów Europejskich oraz podstroną z informacjami o działaniach klubów, projektach we współpracy z klubami i przewodnikiem o Klubach Europejskich.